# Залесная (Омская область)
Зале́сная — деревня в Тюкалинском районе Омской области. Входит в состав Малиновского сельского поселения.

## История
В 1964 году указом Президиума Верховного Совета РСФСР деревне Малиновка присвоено наименование Залесная.

## Население
| 2010 |
| ---- |
| 57   |

## Улицы
В деревне имеется одна улица — Лесная.